# Juncus pervetus
Juncus pervetus là một loài thực vật có hoa trong họ Juncaceae. Loài này được Fernald mô tả khoa học đầu tiên năm 1917.